# Bert Humpish
Albert Edward Humpish (3 tháng 3 năm 1902 - 26 tháng 9 năm 1986) là một cầu thủ bóng đá người Anh thi đấu ở Football League cho Halifax Town, Bury, Wigan Borough, Arsenal, Bristol City, Stockport County và Rochdale. Ông cũng từng thi đấu cho Wigan Athletic ở Cheshire League, thi đấu 35 trận quốc nội và ghi 10 bàn thắng.